# Beuchet-Debierre
Beuchet-Debierre est une entreprise nantaise spécialisée dans la facture d'orgues depuis 1862. Créée à Nantes, son activité s'est étendue à l'ouest de la France et à la région parisienne.

## Historique

### Les innovations de Louis Debierre
Louis Debierre naquit à Nantes le 18 juillet 1842 d'un père menuisier-ébeniste. Formé par son père, il travailla ensuite à Paris chez un facteur d'orgues, puis à la manufacture d'harmoniums Debain (place La Fayette à Paris). Il se maria à Nantes en 1868 et s'installa chaussée de la Madeleine. 
Les commandes affluèrent, il fit alors construire la « Manufacture », atelier spécialement conçu pour monter des orgues d'importance. Mais il se lança dans la réalisation d'orgues portatifs, le premier prototype fut monté en 1871. En 1882, il déposa un brevet pour l'invention des tuyaux d'orgues à notes multiples. Il baptisa son instrument « orgue portatif à tuyaux polyphones » et le vendit dans le monde entier. Novateur, il déposa ensuite un second brevet relatif au « remplacement de tous les organes mécaniques par des tubes ou des fils conducteurs de l'air comprimé ou de l'électricité. ». 
Il mourut en 1920 après avoir construit près de 600 instruments tant qu'en France qu'à l'étranger. 

### Les successeurs de Louis Debierre
En 1914, l'activité se ralentissant, Louis Debierre vendit son entreprise, en 1919, à Georges Gloton, apprenti facteur d'orgues à Dijon.
L'entreprise, rebaptisée Gloton-Le Mintier fut transmise en 1947 aux héritiers de Louis Debierre qui portaient tous successivement les prénom et nom de Joseph Beuchet. La maison prit alors le nom Beuchet-Debierre.

## Instruments construits ou restaurés
- Abbeville (Somme) : ancienne église Saint-Jacques en 1966, orgue démontée en 2013, église détruite
- Aisonville-et-Bernoville (Aisne) : Église Notre-Dame-de-la-Nativité de Bernoville en 1961
- Angoulême : cathédrale Saint-Pierre
- Aubenton (Aisne) : Église Notre-Dame en 1961
- Auray (Morbihan):
  - église Saint-Gildas en 1979
  - basilique Sainte-Anne en 1947
- La Baule-Escoublac (Loire-Atlantique) : église Notre-Dame en 1956
- Bordeaux :
  - église Notre-Dame, en 1967
  - Temple des Chartrons
- Chauny (Aisne) :
  - Église Notre-Dame en 1952
  - Église Saint-Martin en 1956

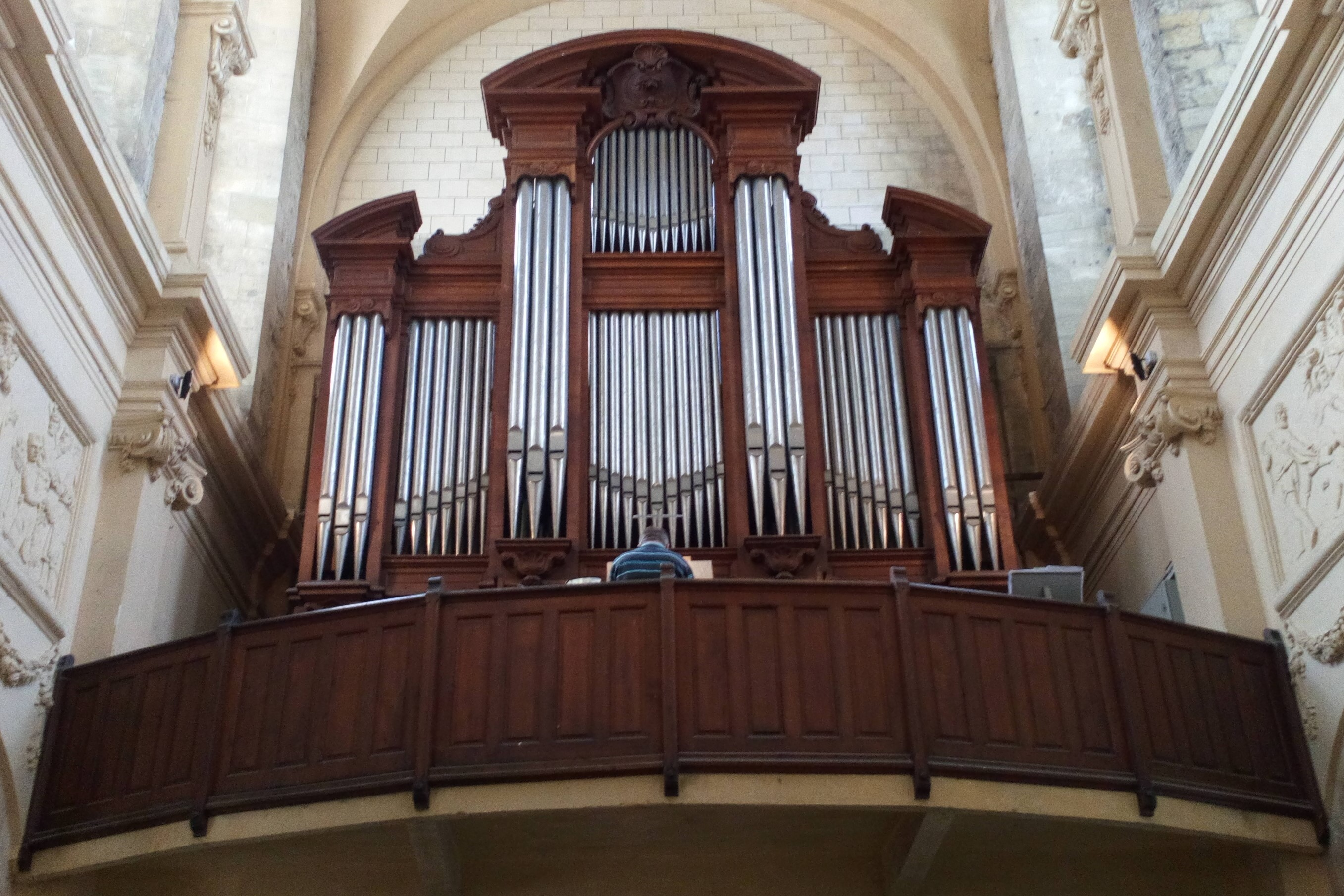
Orgue de tribune de l'église Notre-Dame de Ham

- Coatréven (Côtes-d'Armor) : église Saint-Pierre en 1938
- Dol-de-Bretagne (Ille-et-Vilaine) : Cathédrale Saint-Samson,  agrandissement du grand-orgue Debierre (1877), en 1978
- Dunkerque : église Notre-Dame-du-Sacré-Cœur, instrument de 1959 restauré par l'Association des Amis de l'Orgue de Malo qui dispose d'un site internet.
- Ermont (Val-d'Oise): église Saint-Flaive, en 1967
- Ham (Somme) : Église Notre-Dame, en 1950[5]
- Hazebrouck (Nord) : église Saint-Éloi
- Mimizan (Landes) : église Notre-Dame-de-l'Assomption en 1888
- Morlaix (Finistère) : église Sainte-Melaine, en 1971
- Nantes : église Notre-Dame-de-Bon-Port en 1891
- Nogent-sur-Marne (Val-de-Marne) : chapelle Notre-Dame-du-Sacré-Cœur du lycée Albert-de-Mun
- Noyon (Oise) : Cathédrale Notre-Dame, orgue de chœur en 1952
- Paris :
  - basilique du Sacré-Cœur de Montmartre en 1959
  - basilique Sainte-Clotilde en 1962
  - cathédrale Sainte-Croix-Saint-Jean en 1956
  - église Saint-Augustin en 1961
  - église Saint-Étienne-du-Mont en 1956
  - église Saint-Ferdinand-des-Ternes en 1963
  - église Saint-Lambert de Vaugirard
  - église Saint-Louis-des-Invalides en 1955
  - église Saint-Marcel en 1967
  - Grand Orgue de l'église Sainte-Marie des Batignolles en 1947
  - église de la Sainte-Trinité en 1965

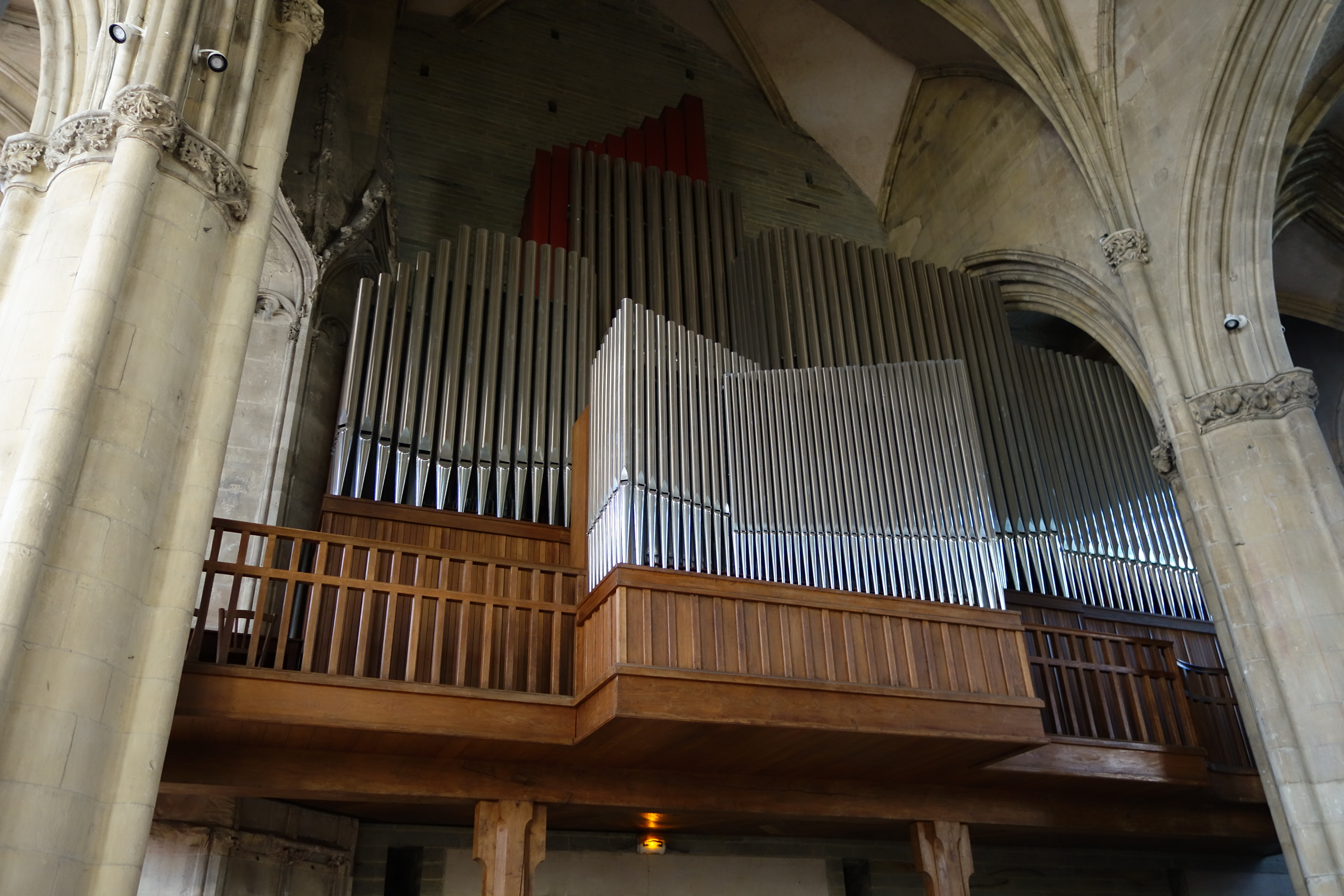
Orgue de tribune de l'église Notre-Dame de Saint-Lô

- Parfondeval (Aisne) : Église Saint-Médard par Louis Debierre vers 1900
- Péronne (Somme) : Église Saint-Jean-Baptiste, orgue de chœur en 1930, orgue de tribune en 1932
- Pipriac  (Ille-et-Vilaine) : église Saint-Nicolas, orgue construit en 1895, rénové de 2021 à 2022, inauguré le 27 novembre 2022[6]
- Pont-l’Abbé (Finistère) : église Notre-Dame-des-Carmes
- Le Raincy (Seine-Saint-Denis) : église Notre-Dame en 1957
- Rouen : temple protestant Saint-Éloi de Rouen en 1961
- Roye (Somme) : Église Saint-Pierre en 1933
- Saint-Julien-du-Sault (Yonne) : Église Saint-Pierre de Saint-Julien-du-Sault en 1917
- Saint-Lô (Manche) : église Notre-Dame en 1968.
- Valognes : Église Saint-Malo[7] en 1969.

## Pour approfondir